# Charles Miller (polo)
Pour les articles homonymes, voir Charles Miller.
Charles Darley Miller (Marylebone, 23 octobre 1868 - Putney, 22 décembre 1951) est un joueur de polo britannique. Il est le frère de George Miller, lui aussi joueur de polo.
Il remporte en 1908 la médaille d'or aux Jeux olympiques de Londres, avec l'équipe première de Roehampton. 